# Lluís Puig
Lluís Puig Gordi (Tarrasa, 1959) es un director artístico, bailarín, músico  y político español. 
Tiene estudios de música, de danza y de producción audiovisual, así como de Humanidades en la Universidad Abierta de Cataluña. Ha sido director del Mercado de Música viva de Vic y de la Feria Mediterrania de Manresa.
El 5 de julio de 2017, el presidente de la Generalidad de Cataluña, Carles Puigdemont, le nombró Consejero de Cultura del Gobierno de Cataluña en sustitución de Santi Vila.
En las Elecciones al Parlamento de Cataluña de 2017 fue elegido diputado del Parlamento de Cataluña por la circunscripción de Gerona por la candidatura de Junts per Catalunya donde fue presentado como número dos de la lista.

## Biografía
Lluís Puig nació en Tarrasa el 18 de octubre de 1959. La primera imagen que tiene de la ciudad es de la riada de 1962, que dejó más de 700 muertos y una destrucción inmensa en las calles. También recuerda el ruido constante de los telares, que en las casas particulares funcionaban incluso los fines de semana.
A los 14 años, Puig se apuntó a un grupo sardanista y poco después a los boy scouts.
El padre trabajaba de contable y la madre cuidaba de los cuatro hijos. El abuelo paterno murió en la Batalla del Ebro en un regimiento de los requetés, y los anarquistas habían entrado disparando a los pozos del jardín de la casa familiar por si acaso había religiosos escondidos. La madre venía de una familia republicana.
La danza y la montaña pusieron color a la vida de Puig y lo conectaron con los ambientes que participaron en las últimas movilizaciones del antifranquismo. De las sardanas, Puig pasó a la danza tradicional y también a la danza jazz y flamenca. También empezó a montar coreografías y, viendo que a menudo no se entendía con los intérpretes, se puso a estudiar música.
Acabado el servicio militar, entró a trabajar de conductor de camiones en los bomberos de Barcelona. El trabajo le daba tiempo para investigar el patrimonio de danzas populares del país.
Durante los años 80, se dedicó a producir espectáculos de temática histórico-etnológica y participó en la mini-revolución que se produjo en el campo de la cultura tradicional. Eso le permitió conocer y coordinar los pequeños núcleos que iban renaciendo y que actuaban de forma dispersa, desde grupos castellers a coros, pasando por trabucaires, grupos de bailes de bastones, o portadores de gigantes y dragones.
En 1984, Puig ganó el premio nacional de danza otorgado por la Generalidad de Cataluña. En 1991 entró a trabajar en la Generalidad de Cataluña como técnico en el Departamento de Cultura. Durante diez años se dedicó a promover y a recuperar la cultura popular de base y publicó algunos libros sobre el tema.
En 2001, cuando consideró que la recuperación de danzas, canciones y memoria oral ya marchaba sola, Puig dejó la Administración y montó la empresa de gestión cultural Acords i Events Musicals, S.L. La empresa tuvo doce trabajadores en los mejores momentos y colaboró con grupos y artistas de todo Cataluña. En 2008 fue nombrado director del Festival de Música Viva de Vic, cargo que dejó al cabo de tres años para volver a entrar en la Administración.
Puig asumió el cargo de director general de Cultura Popular, Asociacionismo y Acciones Culturales dentro del Departamento de Cultura de la Generalidad de Cataluña en 2011, cargo que mantuvo hasta su nombramiento como Consejero de Cultura del gobierno de Carles Puigdemont el 5 de julio de 2017. Puig fue también el responsable de la sectorial de cultura del Partido Demócrata Europeo Catalán.
El 21 de diciembre de 2017 resultó elegido diputado del Parlamento de Cataluña en las Elecciones al Parlamento de Cataluña de 2017 donde se presentaba como número 2 de la circunscripción de Gerona por la candidatura de Junts per Catalunya  justo detrás de Gemma Geis i Carreras, y el 28 de enero de 2018 renunció al acta de diputado.

### Causa judicial
El 28 de octubre de 2017 en aplicación del artículo 155 de la Constitución española de 1978 en Cataluña, fue cesado como consejero.
El 29 de octubre de 2017 salió de España y se estableció en Bruselas para evitar la acción de la Justicia española.
El 5 de diciembre de 2017 el Tribunal Supremo retiró la orden europea de detención y entrega dictada por la jueza Carmen Lamela el 3 de noviembre de 2017, contra Carles Puigdemont y los cuatro exconsejeros de su gobierno que no habían acudido a la citación judicial por encontrarse en Bélgica: Antoni Comín (de Salud), Lluís Puig (de Cultura), Meritxell Serret (de Agricultura) y Clara Ponsatí (de Educación), así como las órdenes de detención internacional dictadas contra ellos, quedando vigente la orden nacional de detención en España. Es actualmente un fugado de la Justicia española, afirmando que "nunca tendría un juicio imparcial con dicho sistema judicial, por la contaminación ideológica que sufren sus jueces". El 7 de enero de 2021 los tribunales belgas fallaron a su favor y contra la eurorden cursada por el juez del Tribunal Supremo, Pablo Llarena, alegando posible falta de competencia del Tribunal Supremo. Sin embargo, el 31 de enero de 2023 el Tribunal de Justicia de la Unión Europea dio la razón a la Justicia española y enmendó a los tribunales belgas en el argumento de su negativa a la extradición.